# Pierre De Locht
Pierre de Locht (Brussel, 25 juni 1916 – 9 maart 2007) was een Belgische kanunnik, theoloog en nauw betrokken bij de totstandkoming van de encycliek Humanae Vitae, maar daarna een van de felste tegenstanders ervan.
Hij werd in 1964 naar Rome geroepen om daar deel te nemen aan de Pontificale Commissie over het Familieleven (1964-1966), maar de posities die hij daar innam weken in toenemende mate af van de klerikale orthodoxie. Het resulteerde erin dat hij enkele jaren later door zijn superieuren in de katholieke kerk in de ban werd gedaan. Zijn pro-choice-standpunten zorgden voor veel beroering. Het leidde in de jaren 80 bijna tot zijn ontslag bij de Université catholique de Louvain, waar hij aangesteld was als expert in de familiewetenschappen en de seksuologie. Hij stelde onder meer:
"De constatering dat een klein groepje celibataire mannen voor de hele wereld beslist wat de morele norm is inzake contraceptie roept bij mij vragen op.
 En de voornaamste vraag is of dat daadwerkelijk een verband heeft met het Evangelie."
Daarnaast pleitte hij ook voor de ordinatie van getrouwde mannen en van vrouwen tot het priesterschap, en had problemen met de toenemende centralisatie van de macht binnen de katholieke kerk, "ten gunste van een klein groepje, de Paus en zijn curie".
Hij werkte ook samen met mensen uit andere delen van het maatschappelijke spectrum, onder wie de communiste Rosine Lewin.

## Werken (selectie)
- "L'avortement - Les enjeux d'un débat passionné"(1985)
- "La foi décantée" (1998)
- "Oser être chrétien aujourd'hui" (2000)
- "Chrétien aujourd'hui - un engagement contradictoire ?"